# Pipa snethlageae
The Pipa snethlageae hoặc Utinga Surinam Toad là một loài ếch thuộc họ Pipidae.
Loài này có ở Brasil, Colombia, Peru, và có thể cả Venezuela.
Môi trường sống tự nhiên của chúng là rừng ẩm vùng đất thấp nhiệt đới hoặc cận nhiệt đới và đầm nước ngọt.
Chúng hiện đang bị đe dọa vì mất môi trường sống.